# Oscar-Niemeyer-Kulturzentrum

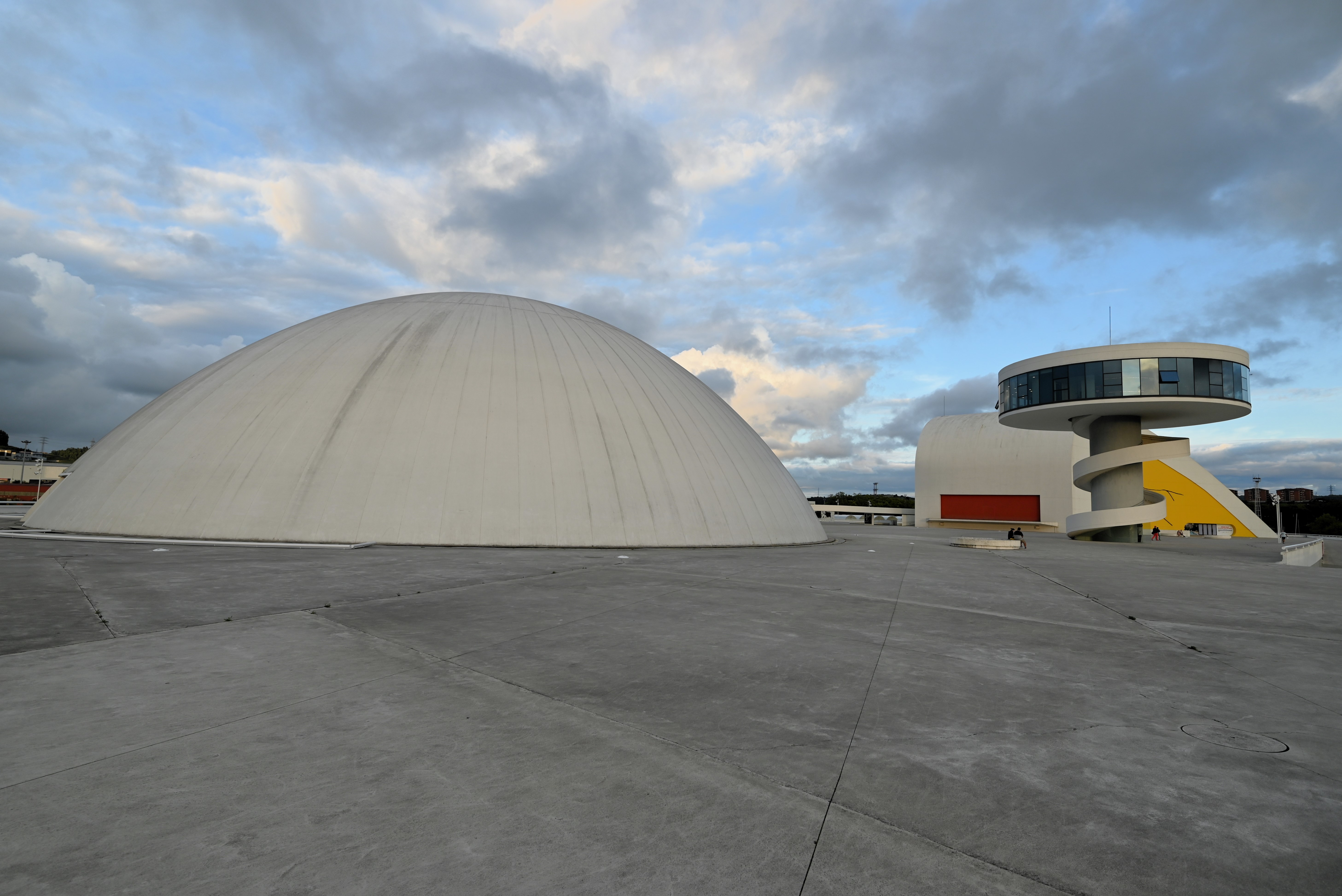
Centro Oscar Niemeyer (08-2023)

Das Centro Niemeyer ist ein internationales Kulturzentrum in Avilés an der spanischen Atlantikküste. Es wurde von dem brasilianischen Star-Architekten Oscar Niemeyer entworfen.
Finanziert und getragen wird das „Centro Niemeyer“ durch die „Internationale Kulturzentrum Oscar Niemeyer Fürstentum von Asturien Stiftung“ (Fundation Centro Cultural International Oscar Niemeyer Principado de Asturias), die wiederum zum einen durch die autonome Landesregierung der Region Asturien und zum anderen durch die spanische Zentralregierung von Madrid finanziert wird. Das Zentrum soll der Region, die durch den Strukturwandel der vergangenen Jahrzehnte stark in Mitleidenschaft geraten war, neuen Aufschwung bringen. Das Zentrum ist die erste und größte Maßnahme zur Revitalisierung der Stadt Avilés und liegt auf der neu begründeten „Insel der Innovation“, auf dem rechten Flussufer des gleichnamigen Flusses Avilés, der hier in den Atlantik mündet.
Das Centro Niemeyer' wurde am 26. März 2011 nach dreijähriger Bauzeit eröffnet und soll auf Wunsch des Architekten Oscar Niemeyer: „Offen für alle sein und sich der Kultur, der Erziehung und dem Frieden widmen“.

## Oscar Niemeyer: der Entwurf
Als Oscar Niemeyer 1989 der Prinz-von-Asturien-Preis für Kunst zuerkannt wurde, war dies der Beginn einer langjährigen Kooperation zwischen Asturien und dem weltberühmten Architekten. Als man sich im Jahr 2006 an alle Preisträger der vergangenen 25 Jahre für eine besondere Auszeichnung und Geste für das Jubiläum wandte, schenkte Oscar Niemeyer Asturien seinen Entwurf für ein Kulturzentrum mit den Worten: „Ich bin Architekt und kann daher Gebäude entwerfen, was ich deshalb machen werde, ist: ein Gebäude zeichnen.“ Das Zentrum ist das erste Projekt Oscar Niemeyers in Spanien und er selbst hält es für sein bedeutendstes Projekt in Europa.

### Der Aufbau des Kulturzentrums

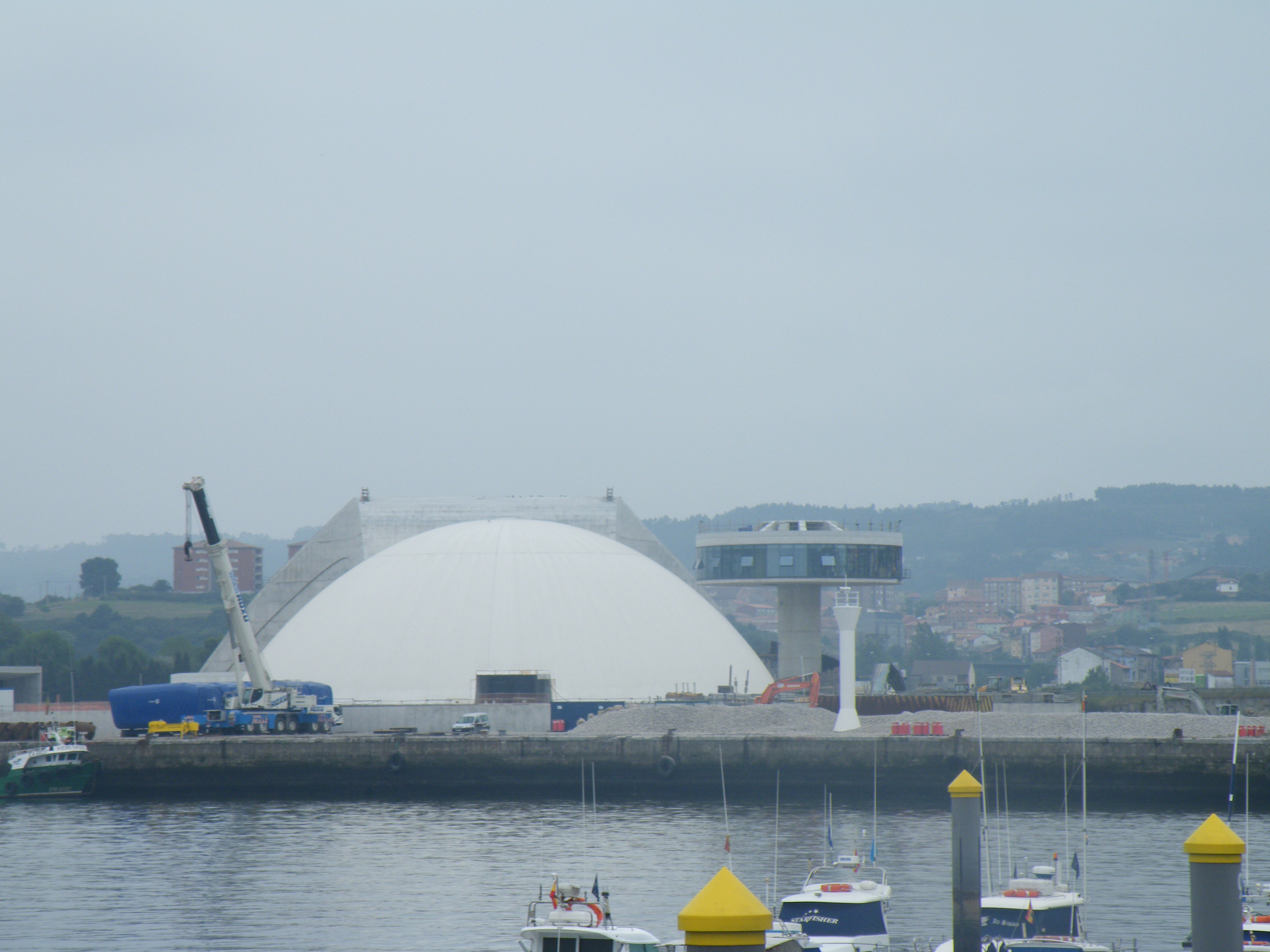
Centro Niemeyer in Avilés während des Baus

Das Centro Niemeyer besteht aus vier Einheiten: einer Konzerthalle mit annähernd 1.000 Sitzplätzen, einem Ausstellungsgebäude, einem Aussichtsturm (heute (2023): Restaurant) und einem Mehrzweckgebäude. Zusammengefasst wird das Ensemble von einem großen Platz mit ca. 11.000 m². Auch auf diesem sollen regelmäßig kulturelle Veranstaltungen stattfinden.
Die Kosten für die gesamte Anlage betrugen ca. 45 Mio. Euro.

### Bedeutung für die postindustrielle Stadt
Neben seiner kulturellen Aufgabe soll das Centro Niemeyer in Avilés weitere wichtige Funktion für die Umgebung ausüben. Es steht im Zentrum eines umfangreichen urbanen Erneuerungsprozesses, der die gesamte Uferzone der Stadt verändern soll. Das Kulturzentrum befindet sich auf einer künstlichen Insel im Fluss Avilés unweit des Industriegebiets. Damit soll der Regenerierungsprozess dieser ehemaligen Industriebrachen unterstützt werden. Die Behörden planen dort eine umfassende Neugestaltung und so soll der starke Verkehr aus dem Hafengebiet (wo sich das Kulturzentrum befindet) verbannt werden. Stattdessen werden Sport- und Freizeitmöglichkeiten geschaffen. Als Folge des sogenannten Niemeyer-Kulturzentrum-Effekts wurde zudem eine Reihe ganz neuer Projekte ins Leben gerufen. Das Gebiet wird inzwischen La Isla de la Innovación (Insel der Innovation) genannt.

## Die Stiftung des internationalen Oscar-Niemeyer-Kulturzentrums

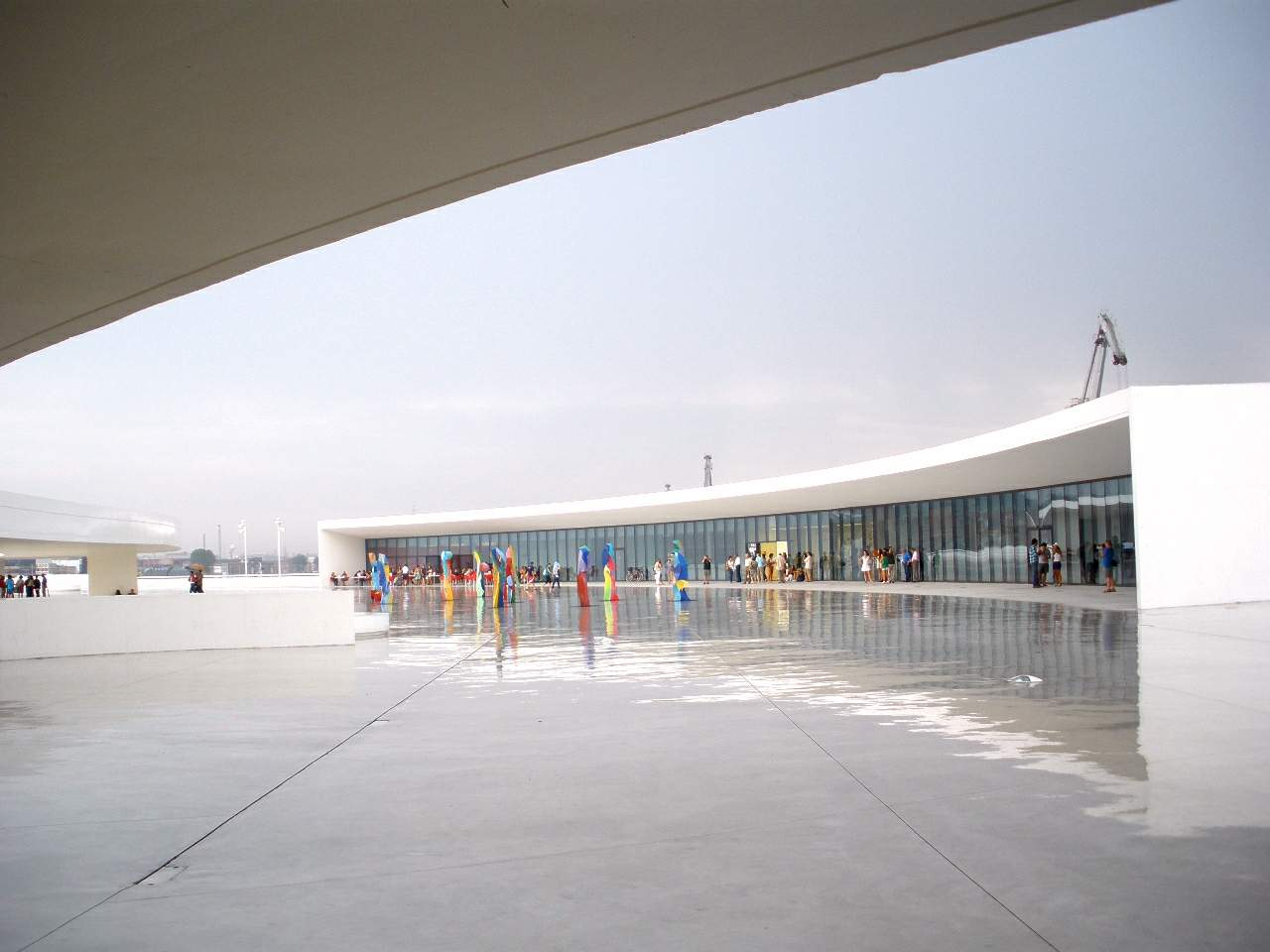
Centro Niemeyer – Außenansicht

Das Kulturzentrum soll ein Magnet für Talente, Wissen und Kreativität werden und zugleich lokale Anliegen fördern. Ein wichtiger Schwerpunkt wird die Zusammenarbeit mit weiteren internationalen Kulturzentren sein. Im Dezember 2007 organisierte die Stiftung des Centro Niemeyer (span. Fundation Centro Cultural International Oscar Niemeyer Principado de Asturias) das Erste weltweite Forum internationaler Kulturzentren in Avilés, Asturien (auch G8 der Kultur genannt, mit dem Lincoln Center (New York, USA), dem Barbican Centre (London, Großbritannien), dem Sydney Opera House (Australien), dem Centre Georges Pompidou (Paris, Frankreich), der Bibliothek von Alexandria (Ägypten), dem Tokyo International Forum (Japan) und dem Hong Kong Cultural Center (China)).
Dem Stiftungsrat gehören unter anderen an (Stand vom 24. November 2011): Ángeles González-Sinde, Ministerin für Kultur; Mercedes Álvarez González, Ratsmitglied für Tourismus und Kultur des Fürstentums von Asturien, María Fernanda Santiago Bolaños, Direktorin der Abteilung für Erziehung und Kultur im Regierungskabinett des Präsidenten, Pilar Varela, Bürgermeisterin von Avilés, Natalio Grueso, Generaldirektor des Centro Niemeyer, Carlos Oscar Niemeyer, Direktor der Oscar Niemeyer Stiftung (Brasilien), u.v.w.
Außerdem hat das Centro Niemeyer einen internationalen Sachverständigenrat, dem u. a. Stephen Hawking, Vinton Cerf, Woody Allen, José Andrés und Paulo Coelho angehören.
Das Niemeyer-Kulturzentrum arbeitet zudem mit der London School of Economics and Political Science, dem Instituto Cervantes, dem Londoner Old Vic Theatre (dessen künstlerischer Leiter gegenwärtig Kevin Spacey ist) und wird mit CaixaForum (La Caixa) Ausstellungen austauschen.
Am 17. Oktober 2008 wurde bekannt, dass der nigerianische Schriftsteller, Lyriker und Dramatiker Wole Soyinka, der 1986 den Nobelpreis für Literatur erhielt, mit dem Niemeyer-Kulturzentrum zusammenarbeiten wird.

### Filmzentrum
Eine ständige Einrichtung des Niemeyer-Kulturzentrums wird das „Filmzentrum“ sein. Es wird von Woody Allen geleitet, der die Idee dazu hatte und sie der Regierung der Autonomen Region Asturien nach mehreren Besuchen in Asturien vorschlug. Woody Allen hat das Kulturzentrum in Avilés öffentlich unterstützt, er besuchte die Stadt. In seinem ersten in Spanien gedrehten Film, Vicky Christina Barcelona (auf Spanisch El sueño de Casandra)" sind einige Bilder von Avilés zu sehen, die Uraufführung des Films fand im Niemeyer-Kulturzentrum statt.
Im Oktober 2008 wurde mitgeteilt, dass die Europäische Filmakademie (EFA) mit dem Filmzentrum des Niemeyer-Kulturzentrums zusammenarbeiten wird.

## Aktivitäten des Oscar-Niemeyer-Kulturzentrums

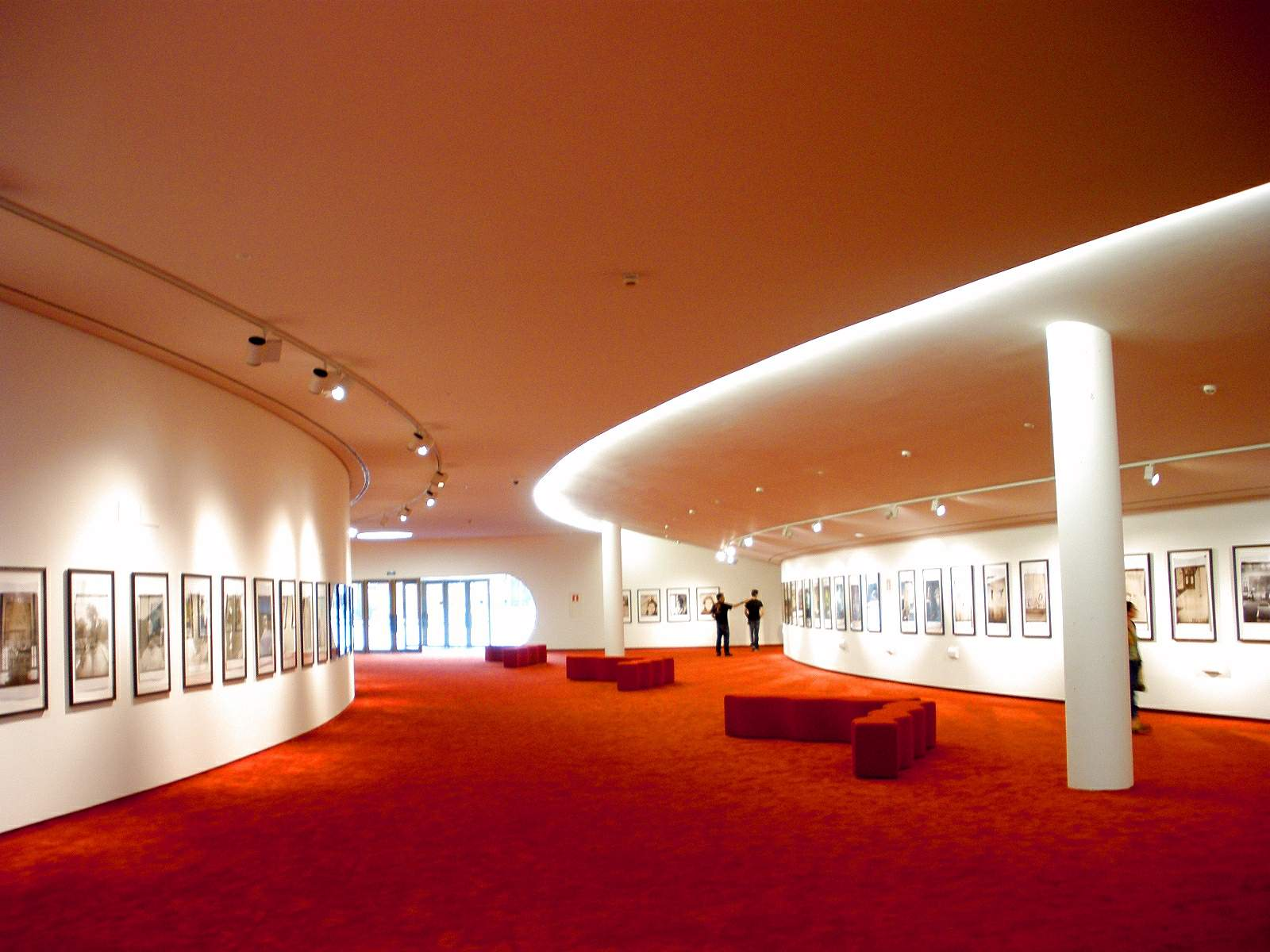
Centro Niemeyer – Innenansicht

Am 26. März 2011 wurde das Niemeyer-Kulturzentrum mit einem Freiluftkonzert von Woody Allen und seiner New Orleans Jazz Band eröffnet. Das Kulturzentrum organisiert bereits seit 2007 ein breites Spektrum an Veranstaltungen mit renommierten internationalen Gästen. Dazu zählen Konzerte, Tanzaufführungen, Vorträge, Gespräche mit Schriftstellern und Filmregisseuren, Master Classes und Ausstellungen. Sie finden im Teatro Palacio Valdés in Avilés oder in anderen Veranstaltungsorten der Stadt statt. Zu den Künstlern, die bei diesen Veranstaltungen mitwirkten, gehören Yo-Yo Ma, Paco de Lucía, Woody Allen, Sam Mendes, Omar Sharif, Barbara Hendricks und Paulo Coelho. 2008 wurde der Film Vicky Cristina Barcelona des Regisseurs Woody Allen hier erstmals gezeigt. Im Juni 2008 war Fatima Mernissi in Avilés zu Gast. Der 20. Jahrestag des Romans Der Alchimist von Paulo Coelho wurde im Teatro Palacio Valdés mit einer Veranstaltung mit dem Autor begangen, die auch im Internet gezeigt wurde. Das Kulturzentrum kooperiert eng mit dem Londoner Old Vic Theatre.

## Konflikte und Schwierigkeiten
Im Oktober 2011 wurden die kulturellen Aktivitäten eingestellt. Das Zentrum stand aber weiterhin zur Besichtigung offen.
Am 15. November 2011 wurde bekannt, dass die allgemeinen Öffnungszeiten des Centro Niemeyer von sechs Tage auf vier Tage verkürzt wurden. Außerdem wurde das Filmprogramm eingestellt. Auch Kassenpersonal und anderes Personal waren von den Kürzungen betroffen. Architekt Oscar Niemeyer schrieb in einem Brief an die zuständigen Politiker, dass er hofft, dass sie zu einer einvernehmlichen Lösung kommen und das Kulturzentrum nicht geschlossen werden muss.
Am 15. Dezember 2011 wurde das Centro Niemeyer geschlossen. Einen Monat später wurde es unter neuem Namen wieder eröffnet. Eine Bürgerinitiative setzte sich durch vielfältige Aktionen dafür ein, dass das Originalprojekt fortgesetzt werden kann. Am 21. Juni 2012 erhielt das Zentrum wieder seinen ursprünglichen Namen zurück.
Der erhoffte Effekt, durch das Kulturzentrum den Tourismus zu beleben, wie das Guggenheim-Museum in Bilbao, hat sich nicht verwirklicht. Inzwischen (2023) wird der große Platz innerhalb der Anlage an den Wochenenden als Autokino genutzt. Im Turm ist ein Restaurant untergebracht. Das Museum besuchen täglich im Schnitt weniger als 40 Besucher. Die Substanz der Gebäude leidet inzwischen stark unter den fehlenden Investitionen.

## Galerie

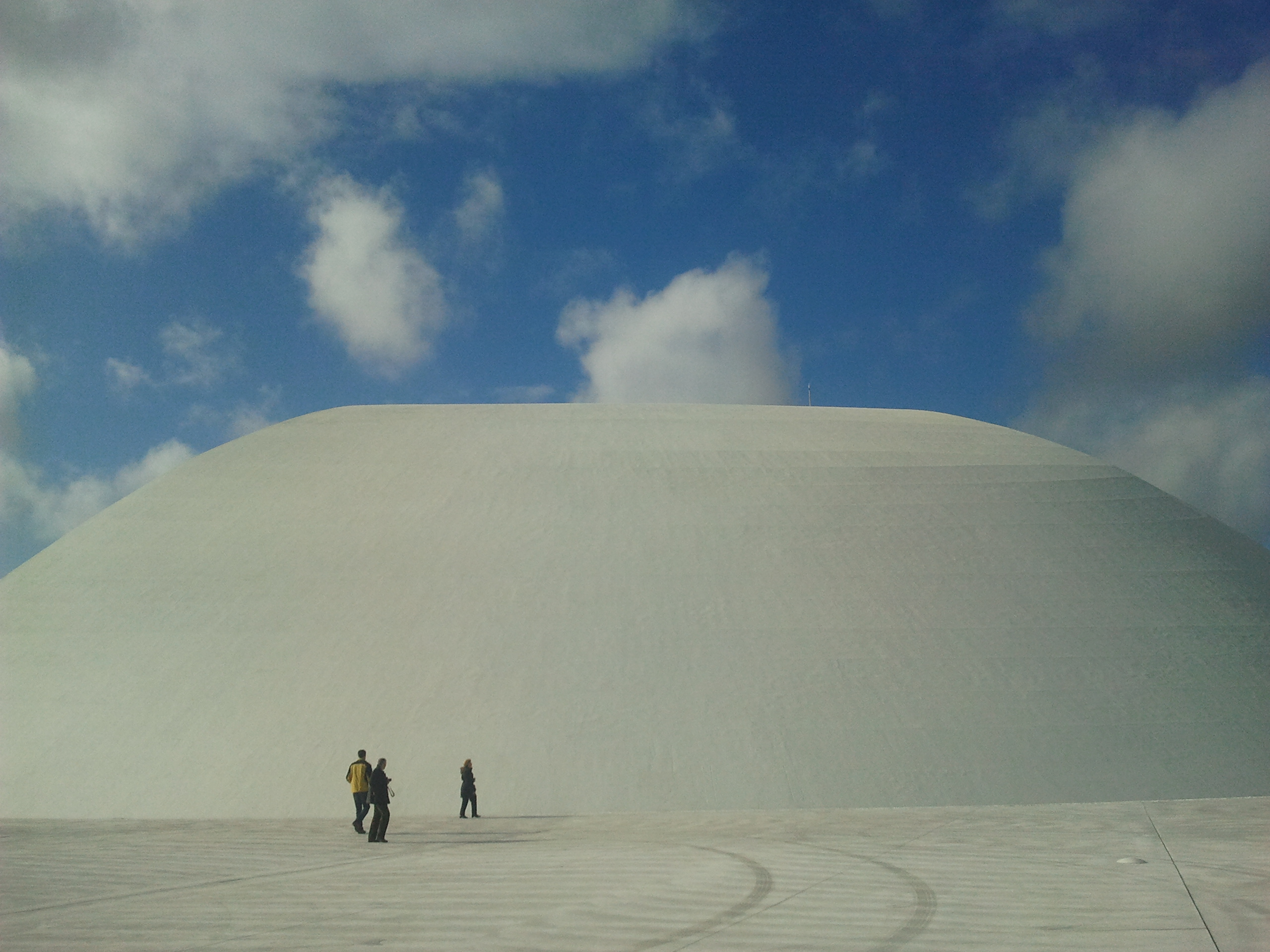
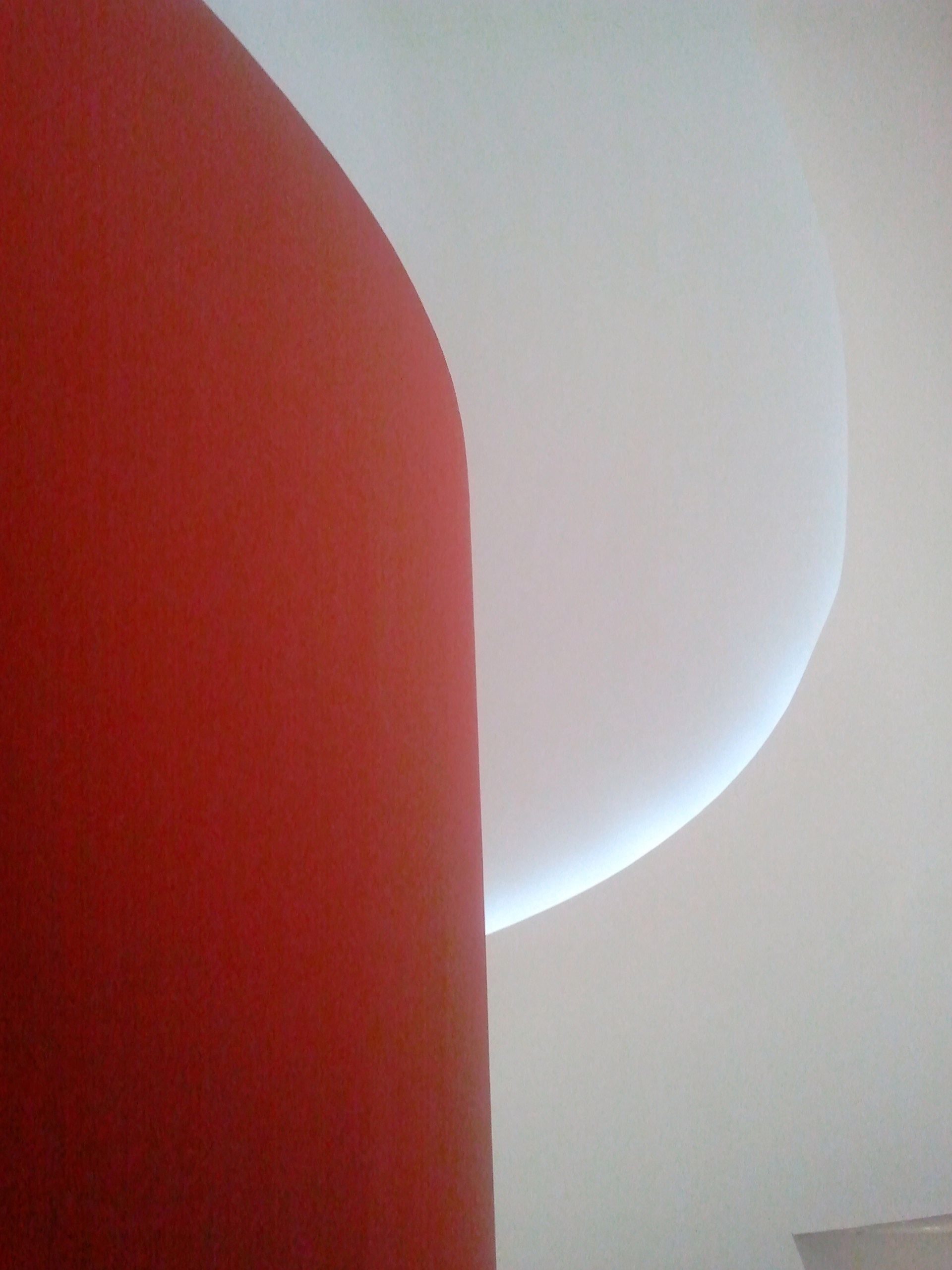
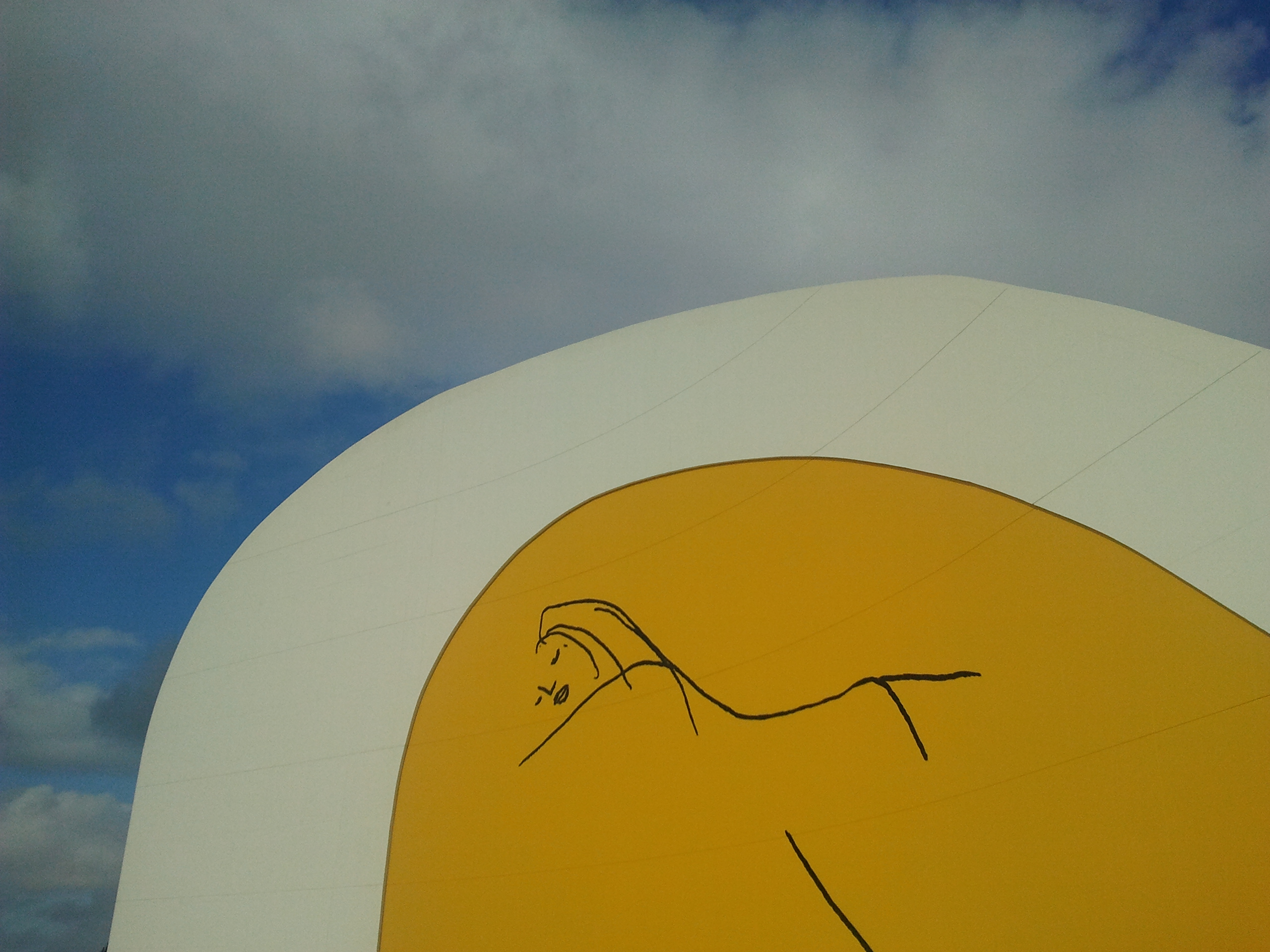
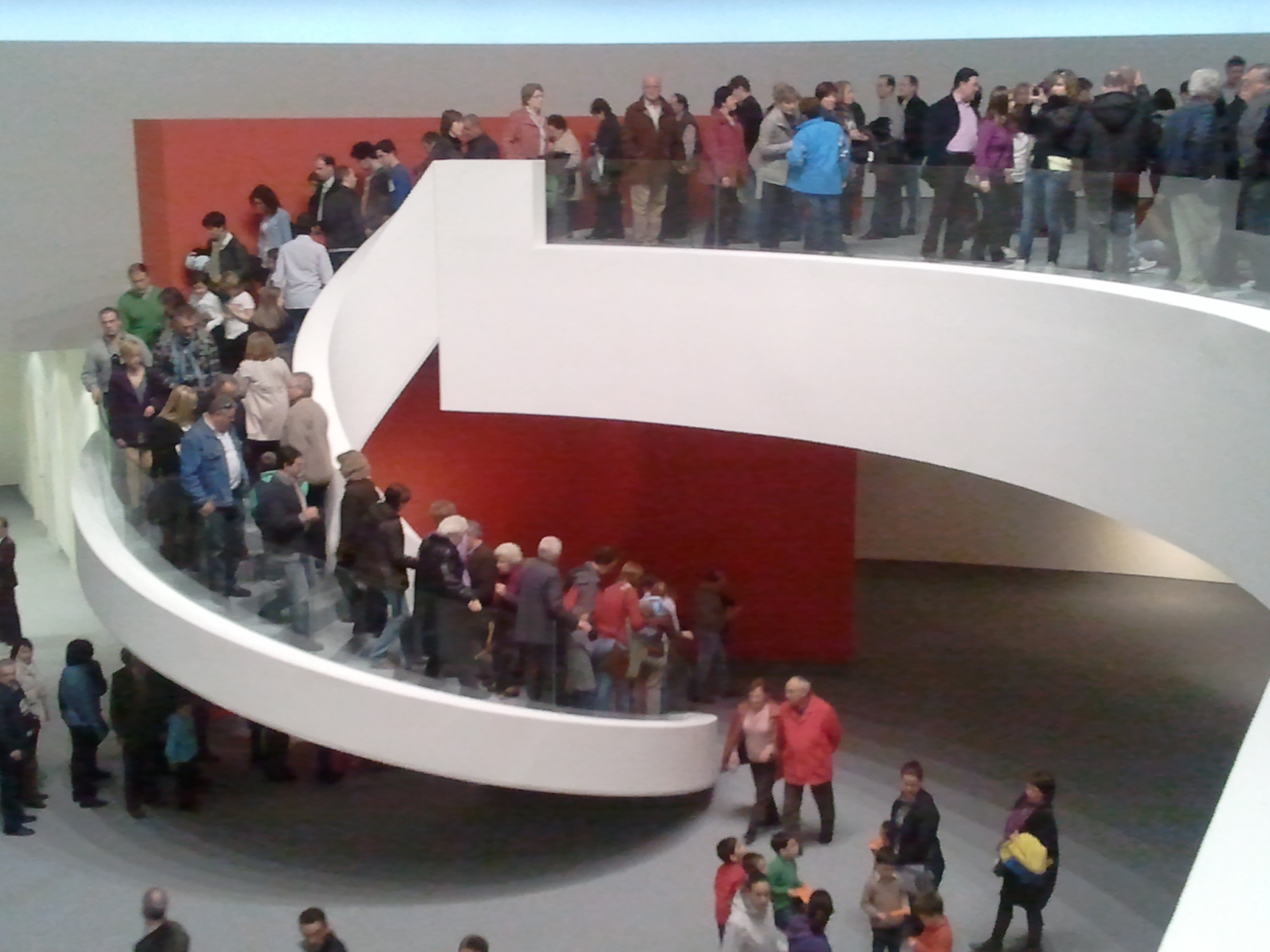
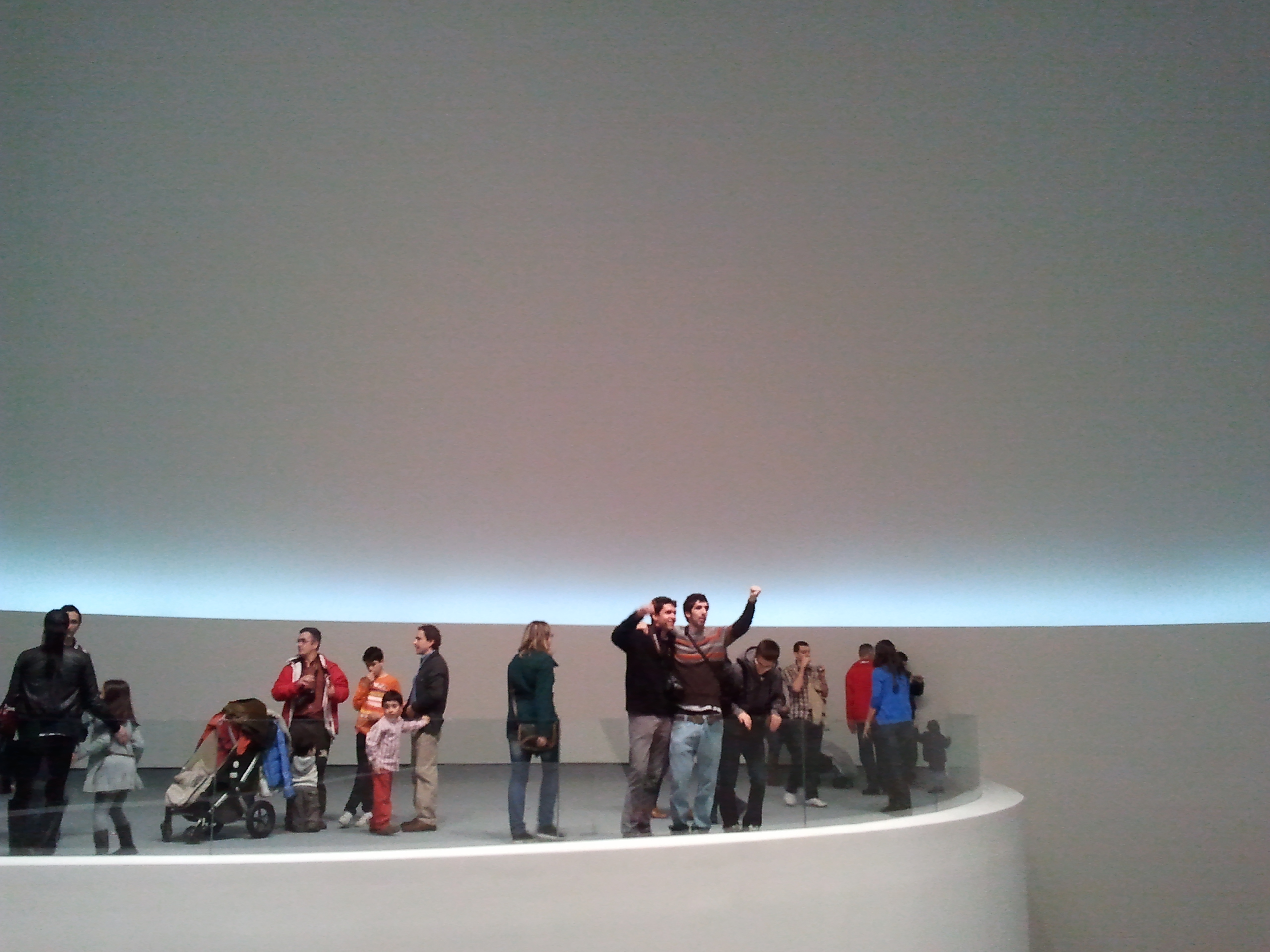
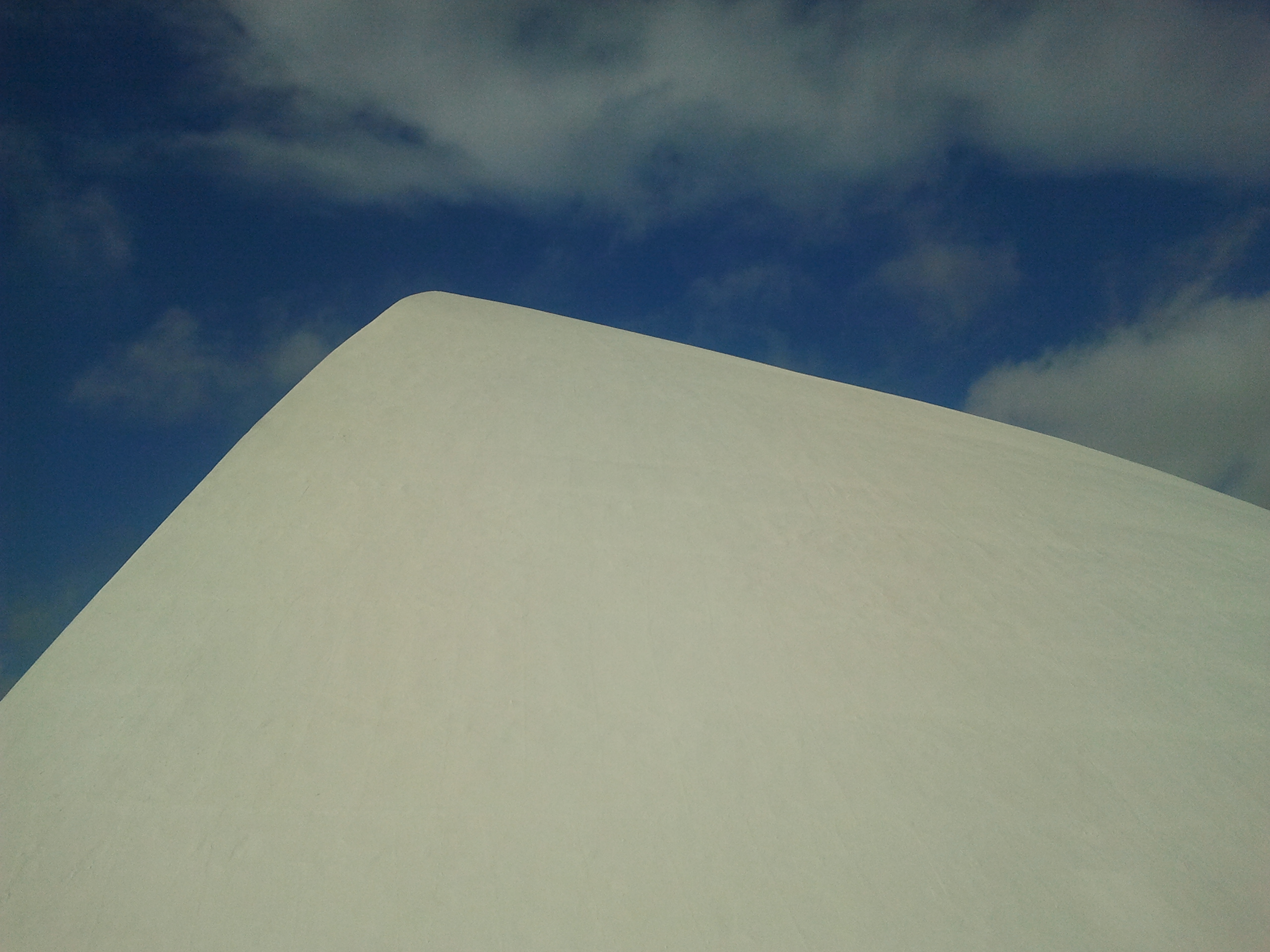
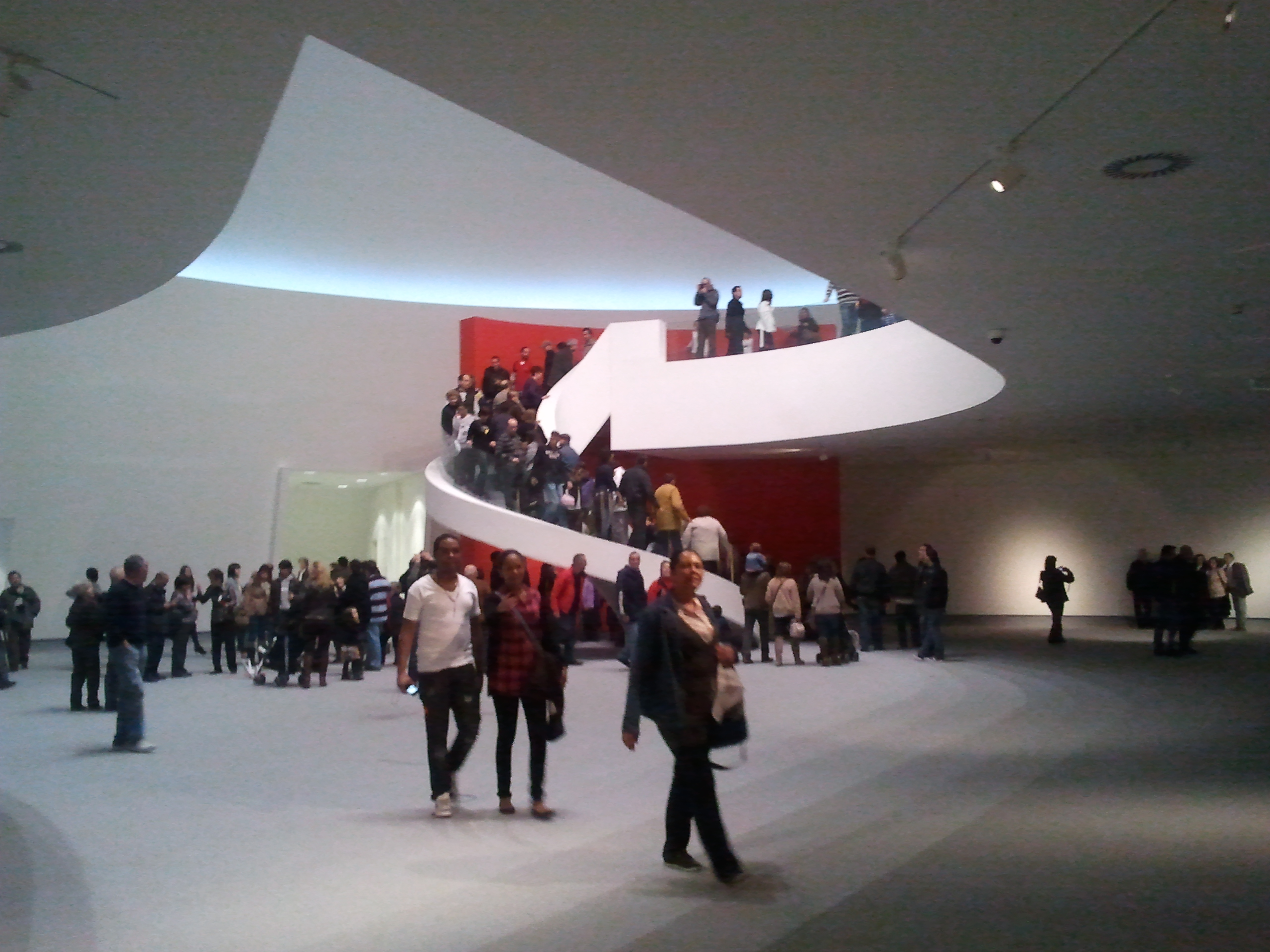
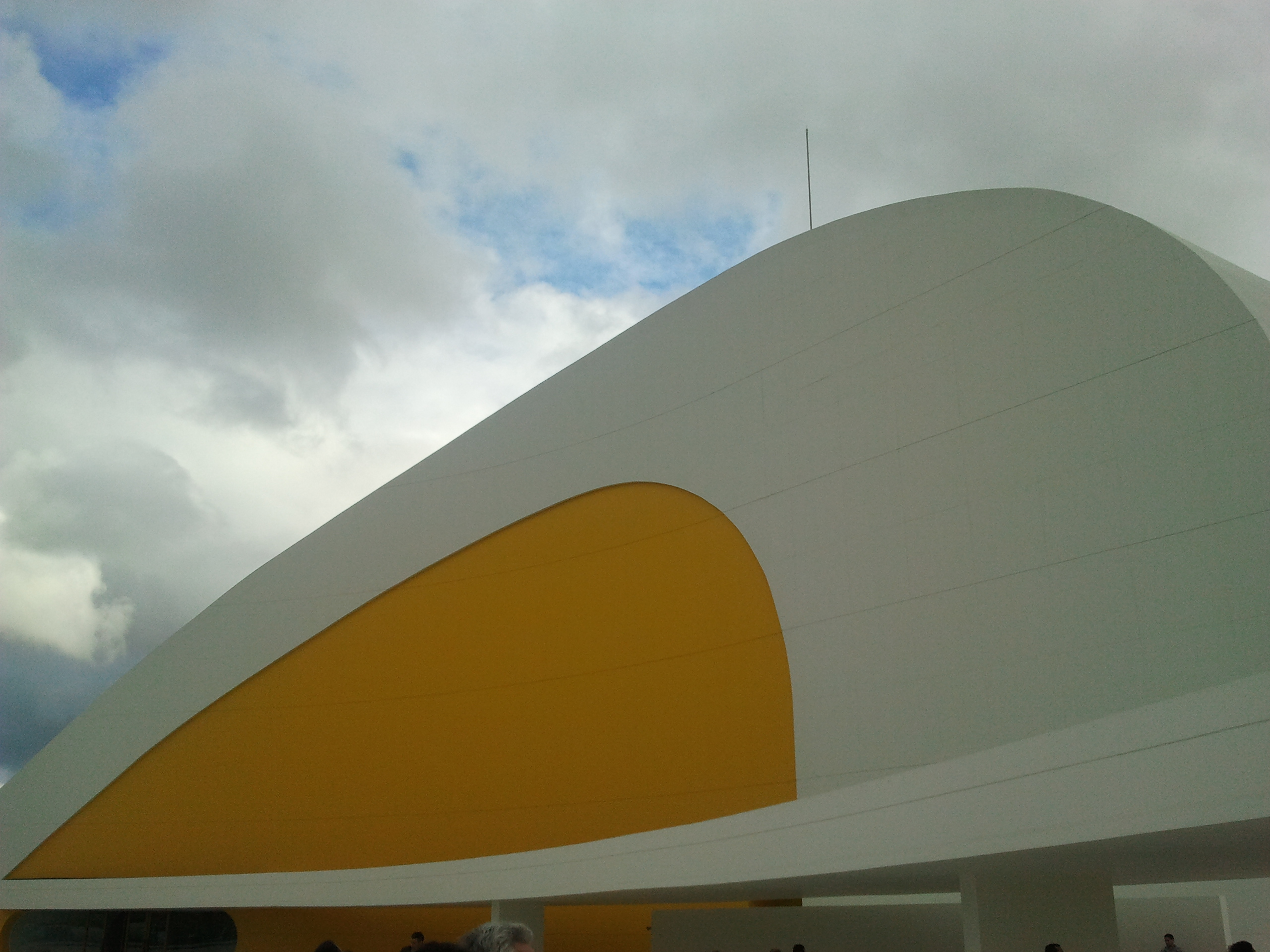
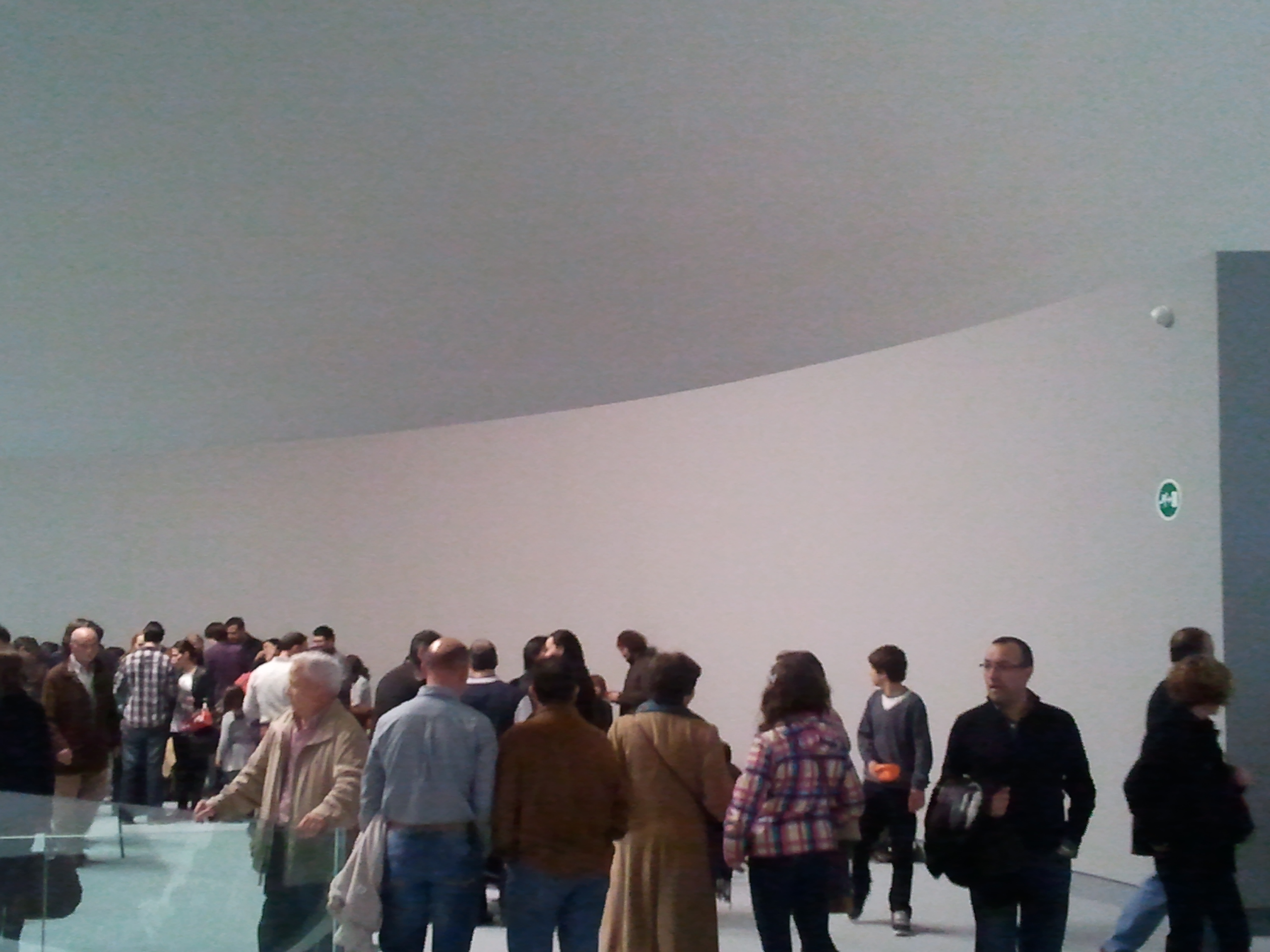
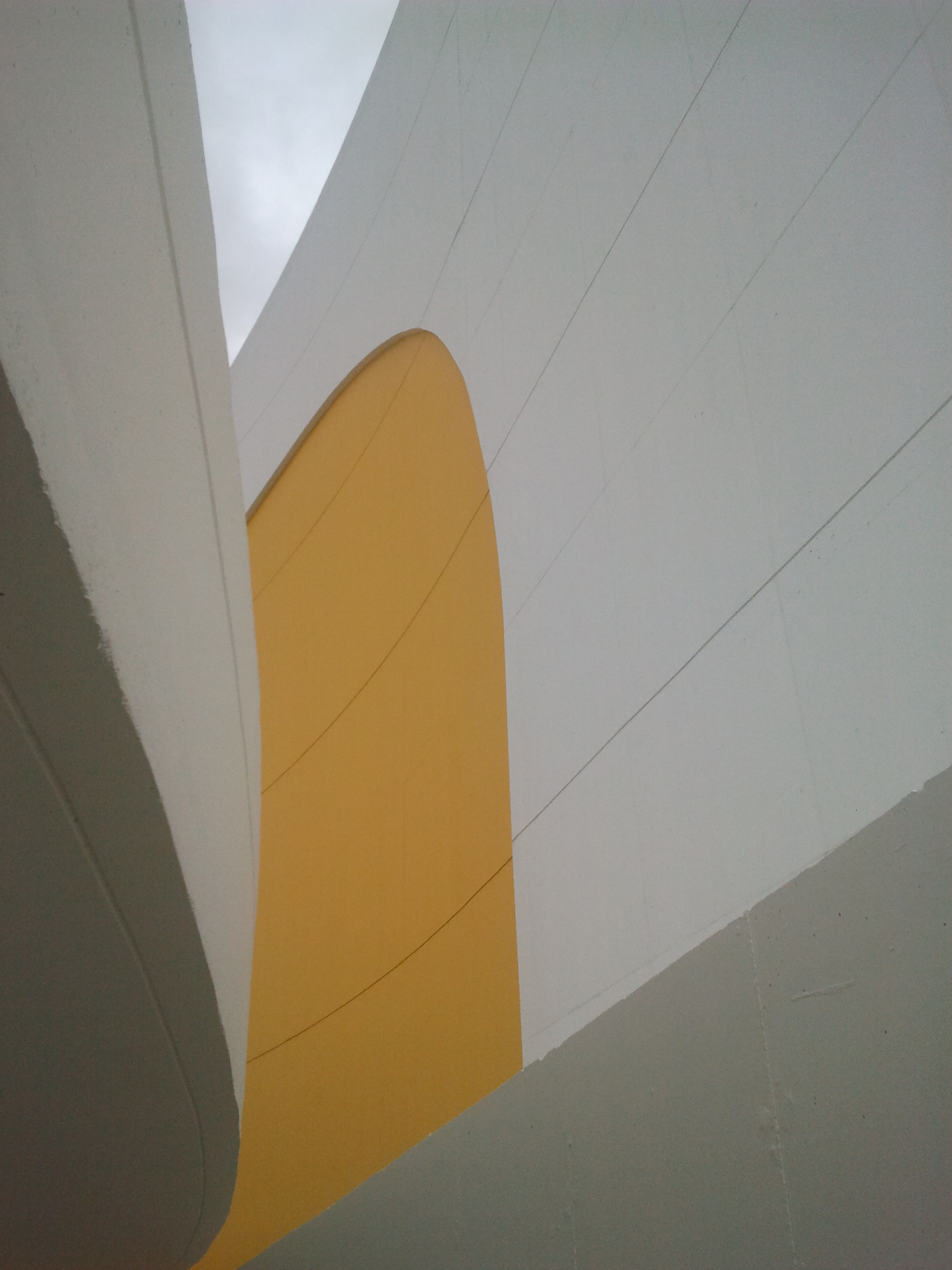
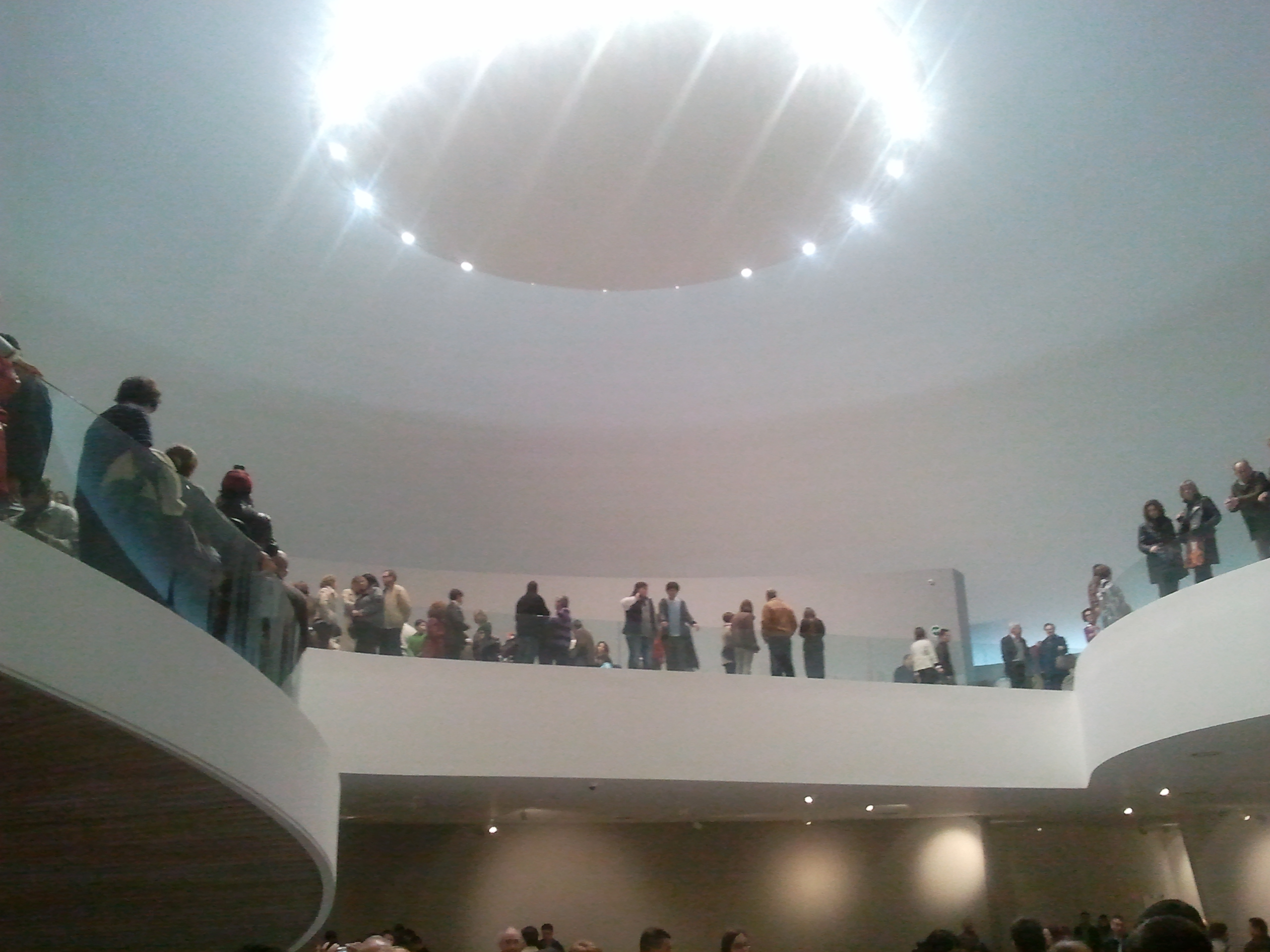
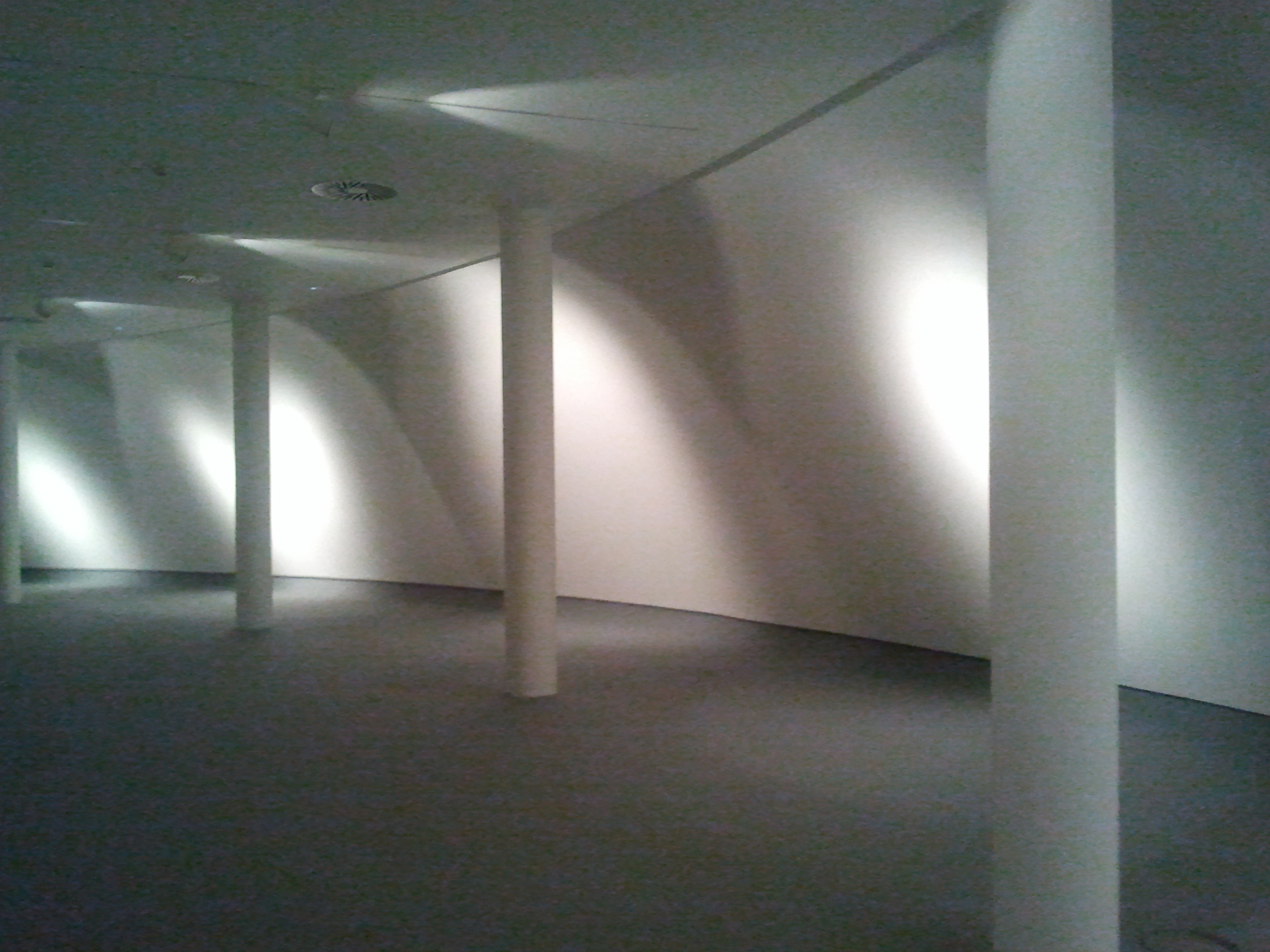
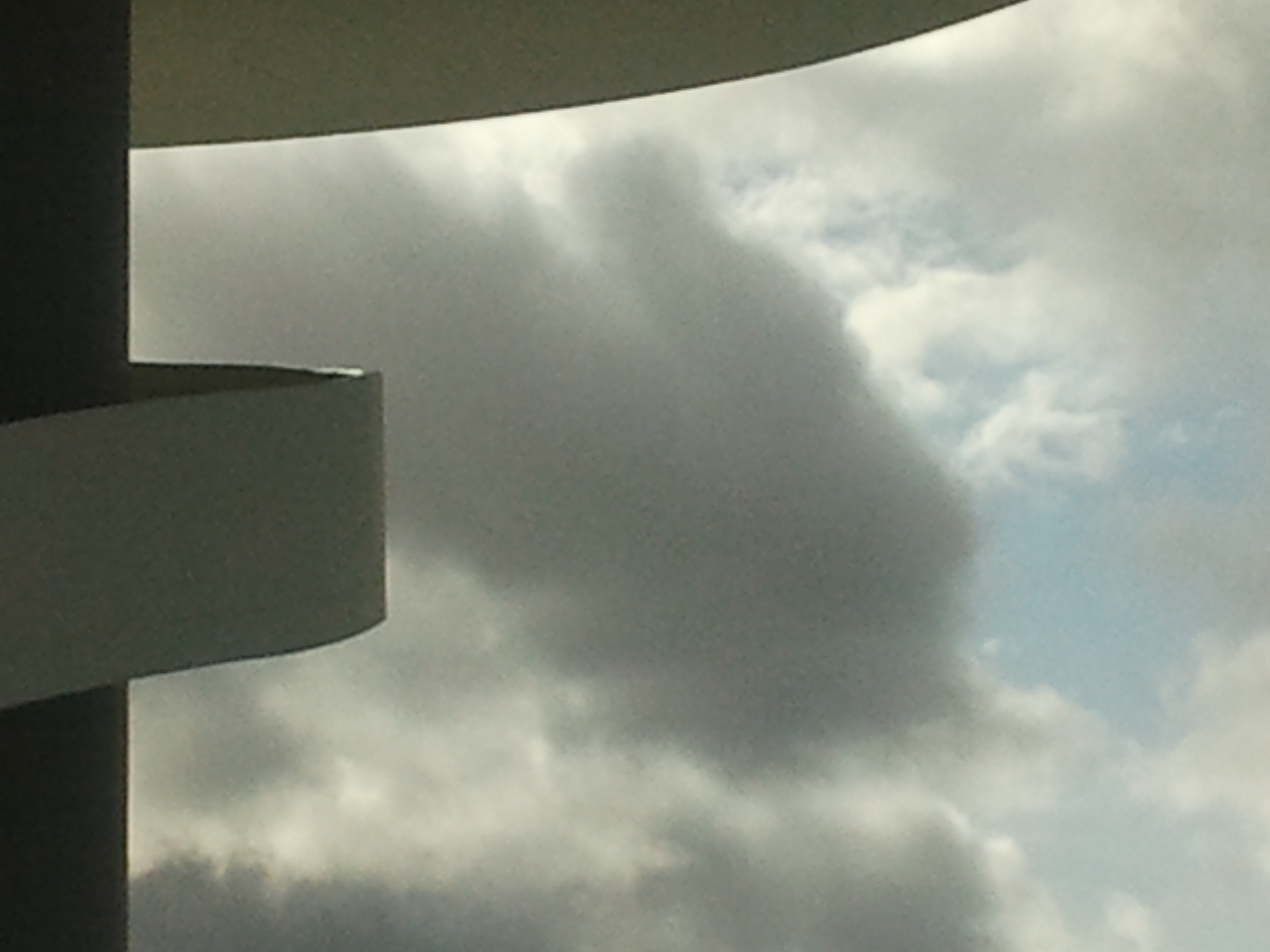